# Søren Thorborg
Søren Frederik Thorborg (Barrit, 10 marzo 1889 – Græsted-Gilleleje, 31 luglio 1978) è stato un ginnasta danese.

## Palmarès

### Olimpiadi
- 1 medaglia:
  - 1 argento (Stoccolma 1912 nel concorso svedese a squadre)